# Línea 503 (Bahía Blanca)
La Línea 503 es una línea de colectivos de Bahía Blanca, es operado por la empresa Transporte Automotor San Gabriel S.A..

## Recorridos
ESTACIÓN SPURR - COMPLEJO WALMART
Sale de Estación Spurr (Tierra del Fuego y Esmeralda), Por Tierra del Fuego, M. Piccioli, Emilio Rosas, Tarapacá, Tierra del Fuego, Venezuela, Tte. Farías, Undiano, Avda. General Arias, O'Higgins, Tte. Farías, Bolivia, Rondeau, Martiniano Rodríguez, Zelarrayán, 11 de Abril, 12 de Octubre, López Francés, Avda. General Urquiza, Puente Tombesi, Eliseo Casanova, Cerrito, Avda. John F. Kennedy, Reconquista, Constituyentes, Roberto Payró, San Andrés, Constituyentes, Ricardo Balbín, León de Iraeta, Las Golondrinas, Avda. Alberto Pedro Cabrera, Fragata Sarmiento, Las Heras, Eduardo Sívori, Avda. Alberto Pedro Cabrera, Dr. Ramón Carrillo, Sarmiento hasta la altura del 4114 (Complejo Walmart).
COMPLEJO WALMART - ESTACIÓN SPURR
Sale de Sarmiento 4114 (Complejo Walmart), por Sarmiento, Hugo Acuña, Avda. Alberto Pedro Cabrera, Eduardo Sívori, Las Heras, Fragata Sarmiento, Avda. Alberto Pedro Cabrera, Sarmiento, Constituyentes, Roberto Payró, San Andrés, Constituyentes, Reconquista, León de Iraeta, Cruz del Sur, Avda. John F. Kennedy, Cerrito, Eliseo Casanova, Puente Tombesi, Avda. General Urquiza, Perú, 12 de Octubre, Córdoba, Avda. Alem, Caronti, Mitre, Sarmiento, Moreno, Tucumán, Moreno, 9 de Julio, Moreno, Almafuerte, Avda. Colón, Puente Colón, Islas Malvinas, Moreno, Don Bosco, Avda. Colón, Paunero, Donado, Avda. General Arias, Undiano, Tierra del Fuego, Pueyrredón, Paunero, Pedro Pico, Paunero, Méjico, Tte. Farías, Venezuela, Tierra del Fuego hasta Esmeralda (Estación Spurr).